# Cyphostemma fugosioides
Cyphostemma fugosioides är en vinväxtart som först beskrevs av Ernest Friedrich Gilg, och fick sitt nu gällande namn av Descoings och Wild & R. B.Drumm.. Cyphostemma fugosioides ingår i släktet Cyphostemma och familjen vinväxter. Inga underarter finns listade i Catalogue of Life.